# Hymenophyllum bismarckianum
Hymenophyllum bismarckianum är en hinnbräkenväxtart som beskrevs av Christ. Hymenophyllum bismarckianum ingår i släktet Hymenophyllum och familjen Hymenophyllaceae. Inga underarter finns listade.